# Miren-Kostanjevica
Miren - Kostanjevica là một khu tự quản (tiếng Slovenia: občine, số ít – občina) trong vùng Goriška của Slovenia. Miren - Kostanjevica có diện tích 62.8 km2, dân số là theo điều tra ngày 31 tháng 3 năm 2002 là 4741 người. Thủ phủ khu tự quản Miren - Kostanjevica đóng tại Miren.